# Savitri (ópera)
Savitri (opus 25) es una ópera de cámara con música y libreto en inglés de Gustav Holst. Compuesta para orquesta de cámara el año 1908, se basa en el episodio El libro de la selva extraído de la epopeya sánscrita Mahábharata. Se estrenó el 5 de diciembre de 1916 en el Wellington Hall de St. John's Wood en Londres bajo la dirección de Hermann Grunebaum. 
Gustav Holst compuso cinco obras líricas hoy olvidadas. La obra puede ser dada en diferentes lugares escénicos. Savîtrî es poco representada en la actualidad; en las estadísticas de Operabase aparece con sólo tres representaciones en el período 2005-2010, siendo sin embargo la más representada de Holst.

## Personajes
- Satyavān tenor
- Sāvitri soprano
- La Muerte bajo
- Coro de mujeres (sin palabras)

## Instrumentación
- Dos flautas, corno inglés, dos cuartetos de cuerda, un contrabajo.
- Duración de la ejecución: 30 minutos

## Discografía
- La Orquesta City of London Sinfonia dirigida por Richard Hickox con Felicity Lott, Patrizia Kwella, Philip Langridge, Hyperion 1983.